# Budry
Budry (Duits: Buddern) is een dorp in het Poolse woiwodschap Ermland-Mazurië, in het district Węgorzewski. De plaats maakt deel uit van de gemeente Budry en telt 420 inwoners.